# Alexis Lepage
Alexis Lepage (n. 1994) é um triatleta canadense, medalhista nos Jogos Pan-Americanos.